# Georg Brauer
Georg Karl Brauer (* 11. April 1908 in Bochum; † 26. Februar 2001 in Freiburg im Breisgau) war ein deutscher Chemiker und Hochschulprofessor.
Brauer war der Sohn des Chemikers Eberhard Brauer und von Elisabeth Brauer, der Tochter von Wilhelm Ostwald, die ihn zusammen mit ihrem Bruder bis zum Gymnasium selbst unterrichtete.
Brauer studierte Chemie und promovierte 1932 an der Universität Freiburg mit der Arbeit Über kubisch raumzentrierte Legierungsphasen und die Atomradien unedler Metalle in Legierungen und habilitierte sich 1940 an der Universität Darmstadt mit der Arbeit Über die Oxyde, Nitride und Carbide des Niobs. 1946 wurde er außerordentlicher Professor in Freiburg, 1959 erhielt er einen Ruf auf den Lehrstuhl für Anorganische Chemie an der Universität Freiburg, den er bis zu seiner Emeritierung 1976 innehatte.
Seine Hauptforschungsgebiete waren Anorganische Chemie, Festkörperchemie und Metallchemie.
Brauer war Herausgeber des im Verlag Ferdinand Enke, Stuttgart seit 1946 erschienenen dreibändigen Werks Handbuch der präparativen anorganischen Chemie.